# Xenasteia aldabrae
Xenasteia aldabrae är en tvåvingeart som beskrevs av Hardy 1980. Xenasteia aldabrae ingår i släktet Xenasteia och familjen Xenasteiidae.
Artens utbredningsområde är Aldabra. Inga underarter finns listade i Catalogue of Life.